# Горобець Олексій Федорович
Олексій Федорович Горобець (9 квітня 1922—16 липня 1961) — учасник Другої світової війни, старший радист 139-ї гвардійської окремої роти зв'язку 92-ї гвардійської стрілецької дивізії 37-ї армії Степового фронту, гвардії молодший сержант. Герой Радянського Союзу.

## Біографія
Народився 9 квітня 1922 року в селі Корніловка, нині Іртиського району Павлодарської області Казахстану, в родині селянина. Українець. Через вісім років сім'я переїхала в село Олександрівку Ширяївського району Одеської області. Освіта неповна середня.
У липні 1941 року був призваний у Червону армію Ширяївським РВК Одеської області. На фронті з лютого 1942 року. Брав участь у Сталінградській і Курській битвах.
Старший радист 139-ї гвардійської окремої роти зв'язку гвардії молодший сержант Олексій Горобець у районі с. Келеберда (Кременчуцький район Полтавської області) увечері 29 вересня 1943 під вогнем противника переправився через Дніпро, розгорнув рацію і встановив зв'язок з абонентами. Наступного дня був поранений, а радіостанція пошкоджена. Спільно з начальником радіостанції усунув пошкодження і, незважаючи на поранення, відновив зв'язок. Воював разом з Г. І. Глазуновим — теж Героєм Радянського Союзу.
Після війни служив у Радянській армії. У 1947 році закінчив Київське військове училище зв'язку. Член КПРС з 1959 року.
16 липня 1961 майор О. Горобець раптово помер під час виконання службових обов'язків. Похований в Одесі.

## Нагороди
Звання Героя Радянського Союзу присвоєно 20 грудня 1943 року.
Нагороджений орденом Леніна і медалями, серед яких «За відвагу» і «За оборону Сталінграда».

## Пам'ять
У Павлодарі на Алеї Героїв О. Ф. Горобцю встановлено пам'ятник.